# Martin Fahrner
Martin Fahrner (* 18. března 1964 Jablonec nad Nisou) je český spisovatel, divadelní dramaturg a překladatel divadelních her. Je synem bývalého ligového fotbalisty Rudolfa Fahrnera.

## Život
Vystudoval gymnázium v Náchodě, potom studoval český jazyk a dějepis na Pedagogické fakultě v Ústí nad Labem a dramaturgii na DAMU. Působil jako dramaturg v Horáckém divadle v Jihlavě, ve Východočeském divadle v Pardubicích a v Městském divadle v Brně, po čase se vrátil do Pardubic.
Psalo se o něm v médiích v souvislosti s Kuřimskou kauzou. V souvislosti s tím dle svých slov zažaloval jeden bulvární deník a jednu televizi a oba soudy vyhrál.
Vydal čtyři knihy, Steiner aneb Co jsme dělali vyšla v německém či slovinském překladu. Jednou povídkou je přítomen v polském výběru českých povídek Ne jenom Hrabal.

## Dílo
- Pohádky pro veliké děti, 1994
- Steiner aneb Co jsme dělali, 2001
- Pošetilost doktora vinnetoulogie, 2004
- Bláznův kabát, 2015